# Croix de Wazh Cloz
La croix de Wazh Cloz est située à Lannion en France.

## Localisation
La croix est située sur le territoire de la commune de Lannion,  route de Lannion à Guingamp, dans le département  des Côtes-d'Armor, dans la région Bretagne.

## Historique
La croix est inscrite au titre des monuments historiques par arrêté du 22 décembre 1927.

## Galerie

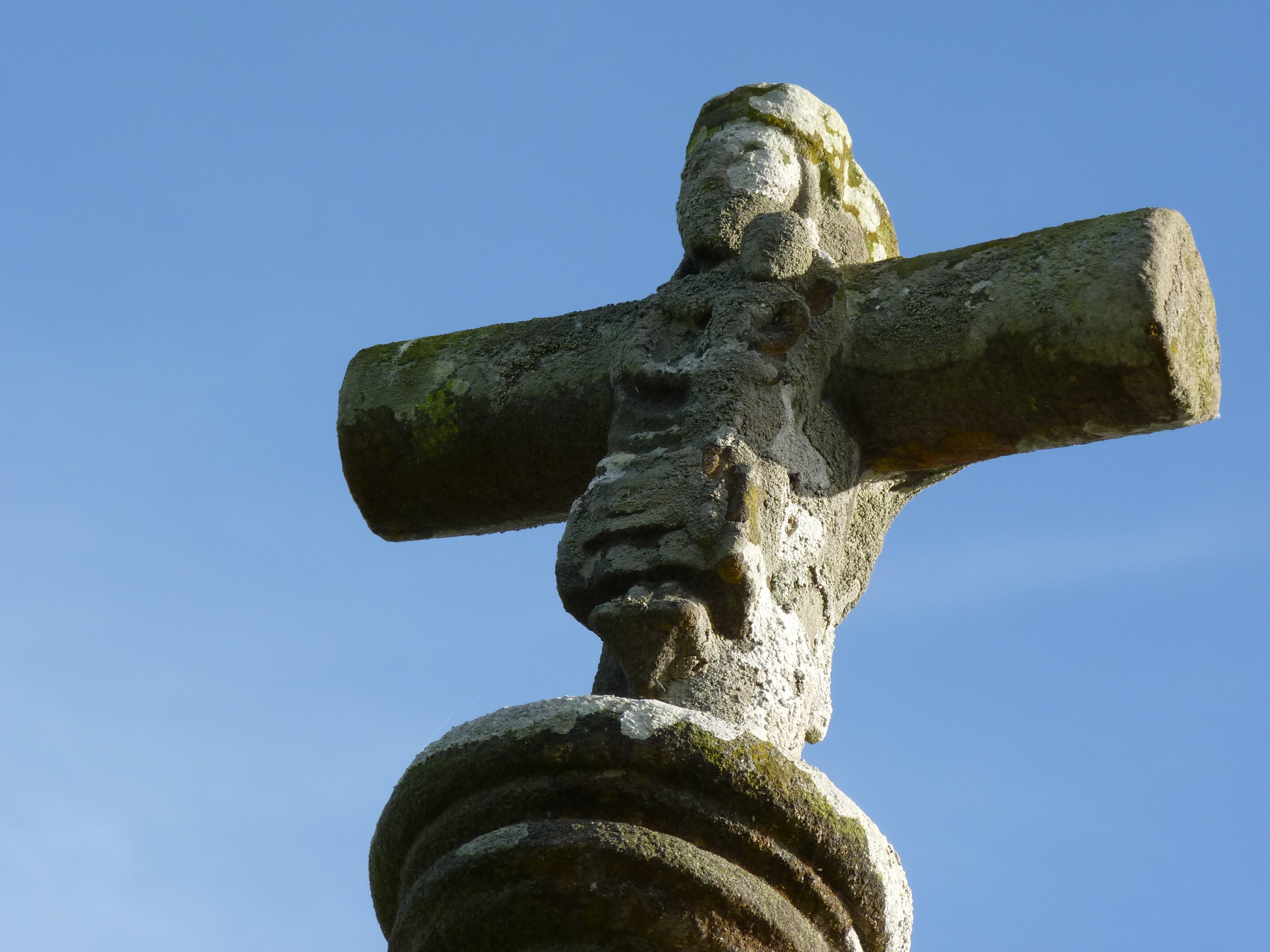
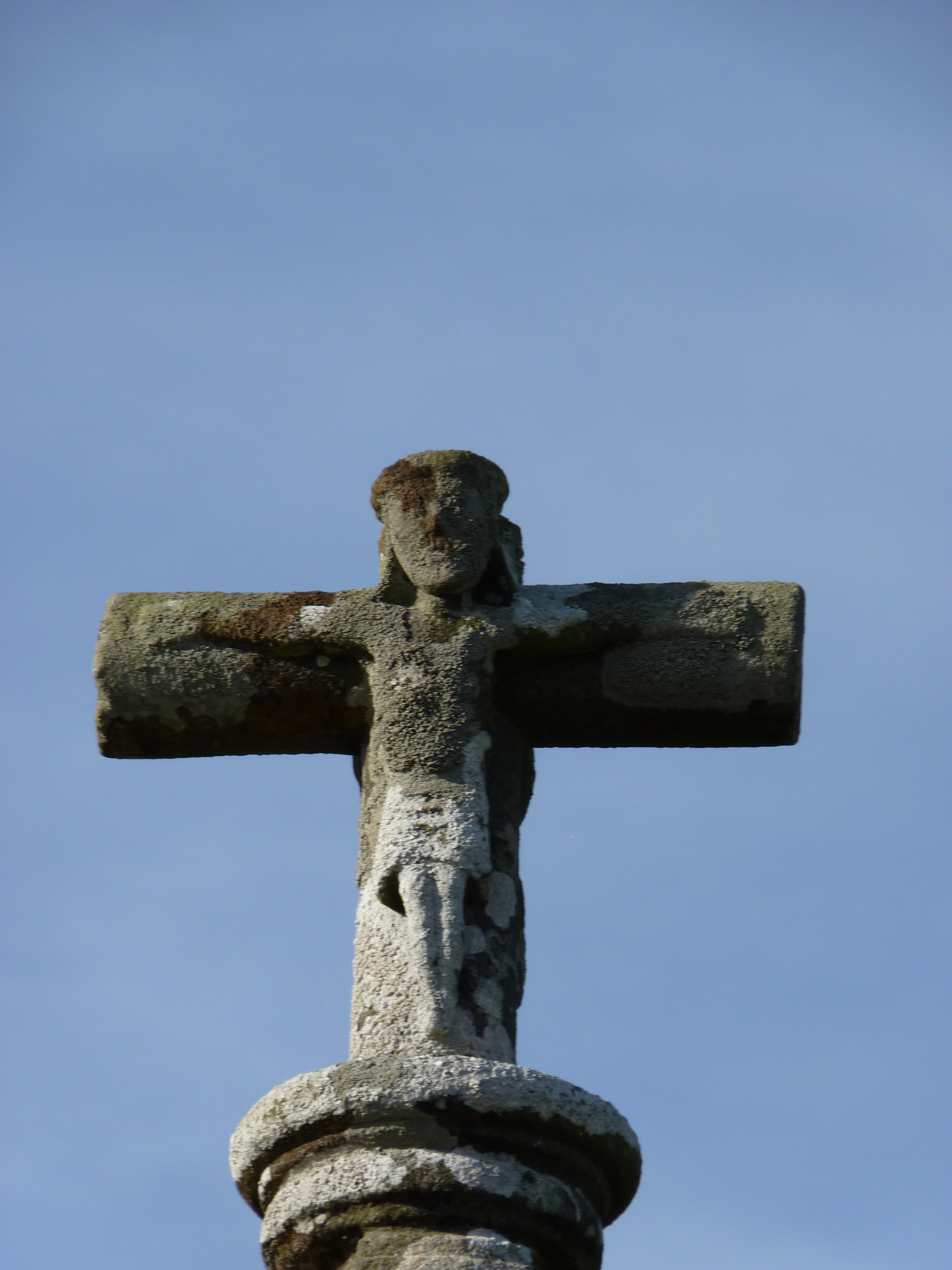